# Manfred Duchrow
Manfred Duchrow (* 5. Dezember 1943 in Cottbus; † 6. November 2021) war ein deutscher Fußballspieler in der Abwehr. Er spielte für die BSG Energie Cottbus in der DDR-Oberliga.

## Karriere
Duchrow spielte in seiner Jugend bei seinem Heimatverein BSG Lokomotive Cottbus, wo er als Torjäger auftrat. 1963 wechselte er wegen seines Wehrdienstes zur ASK Vorwärts Cottbus. 1969 wurde Duchrow von der BSG Energie Cottbus verpflichtet, sodass er in der Saison 1969/70 erstmals in der DDR-Liga für Energie auflief. In dieser Saison kam er auf beachtliche 28 Einsätze und erzielte dabei zwei Tore. Auch in den folgenden zwei Spielzeiten wurde Duchrow mit 26 bzw. 22 Spielen häufig eingesetzt. In dieser Zeit schoss er sieben Tore. Mit der Saison DDR-Fußball-Liga 1972/73 gelang der BSG Energie Cottbus der Aufstieg in die DDR-Oberliga. Dort kam Duchrow jedoch nur zweimal zum Einsatz. Nach dem Wiederabstieg spielte er noch zwölf Partien für Cottbus, bevor er seine Spielerkarriere 1975 beendete.
Danach wirkte Duchrow zunächst für ein Jahr als Trainer der zweiten Mannschaft der BSG Energie Cottbus, daran schlossen sich mehrere Stationen in den Jugendmannschaften an. Von 1980 bis 1983 war er wieder Trainer der Reservemannschaft, bevor er 1984 als Co-Trainer für die erste Mannschaft berufen wurde. Dieses Amt übte er während der Amtszeiten von Dieter Schulz, Rudi Speer, Günther Guttmann, Fritz Bohla und Timo Zahnleiter aus. In dieser Zeit spielte Cottbus vier Saisons in der DDR-Oberliga. Danach engagierte sich Duchrow noch von 1994 bis 1995 beim SV Wacker 09 Cottbus-Ströbitz. 
Am 6. November 2021 verstarb Duchrow im Alter von 77 Jahren.